# Уместан

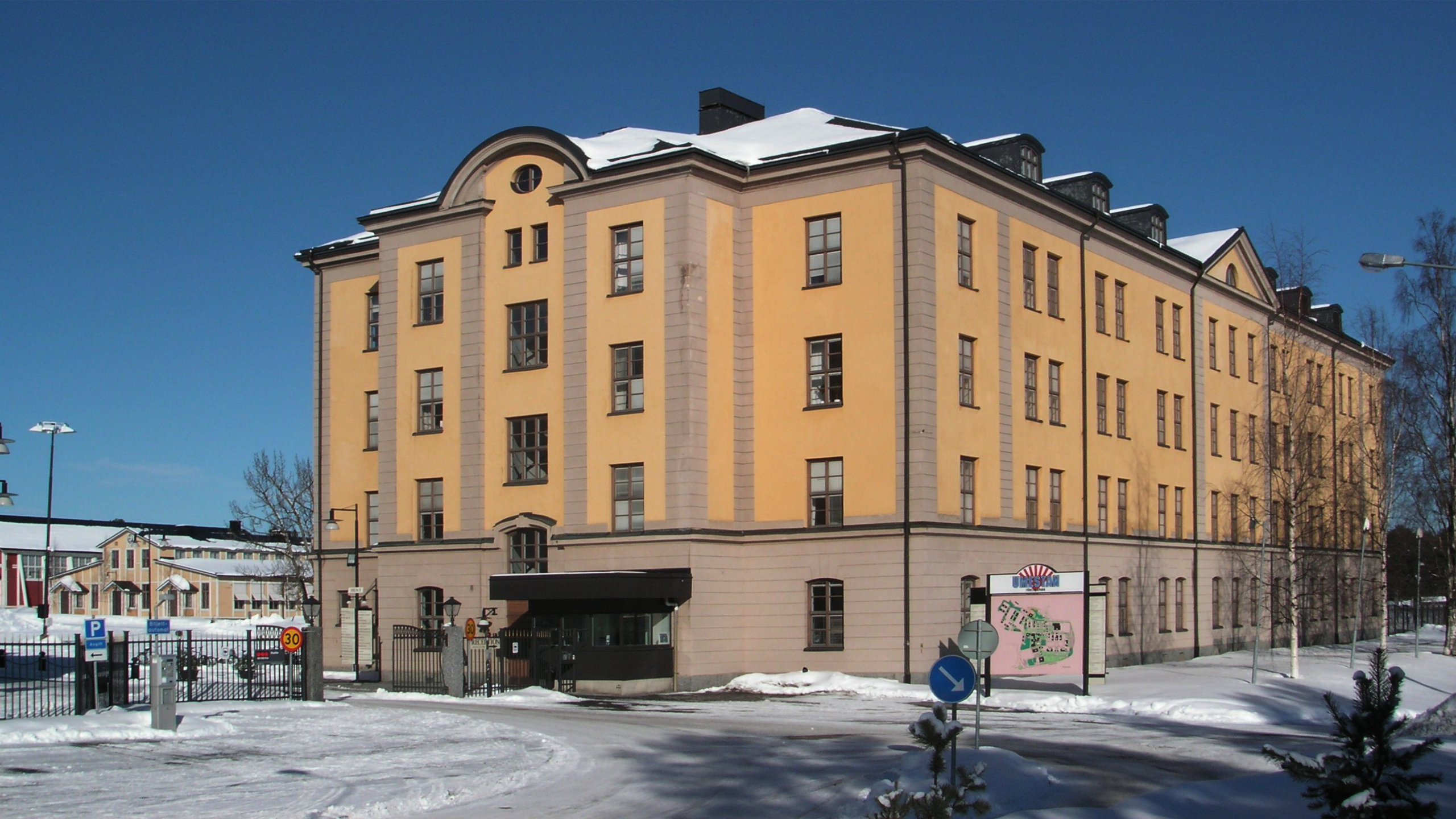

Уместан — бизнес-парк в городе Умео, Швеция.
Бизнес-парк на этой территории был основан в 1998 году, когда был расформирован ранее занимавший здания Вестерботтенский полк. Муниципалитет Умео выкупил всю область, для того чтобы основать здесь бизнес-парк. Здания были отремонтированы, чтобы удовлетворить потребности современного бизнеса по комфорту, окружающей среде и ИТ-возможностей. Бизнес-парк включает около 40 зданий, в которых размещается около 120 различных арендаторов. Около 3000 человек посещают этот район каждый день. На территории бизнес-парка также располагаются театр, планетарий с обсерваторией, две средних школы, начальная школа и школа полиции.

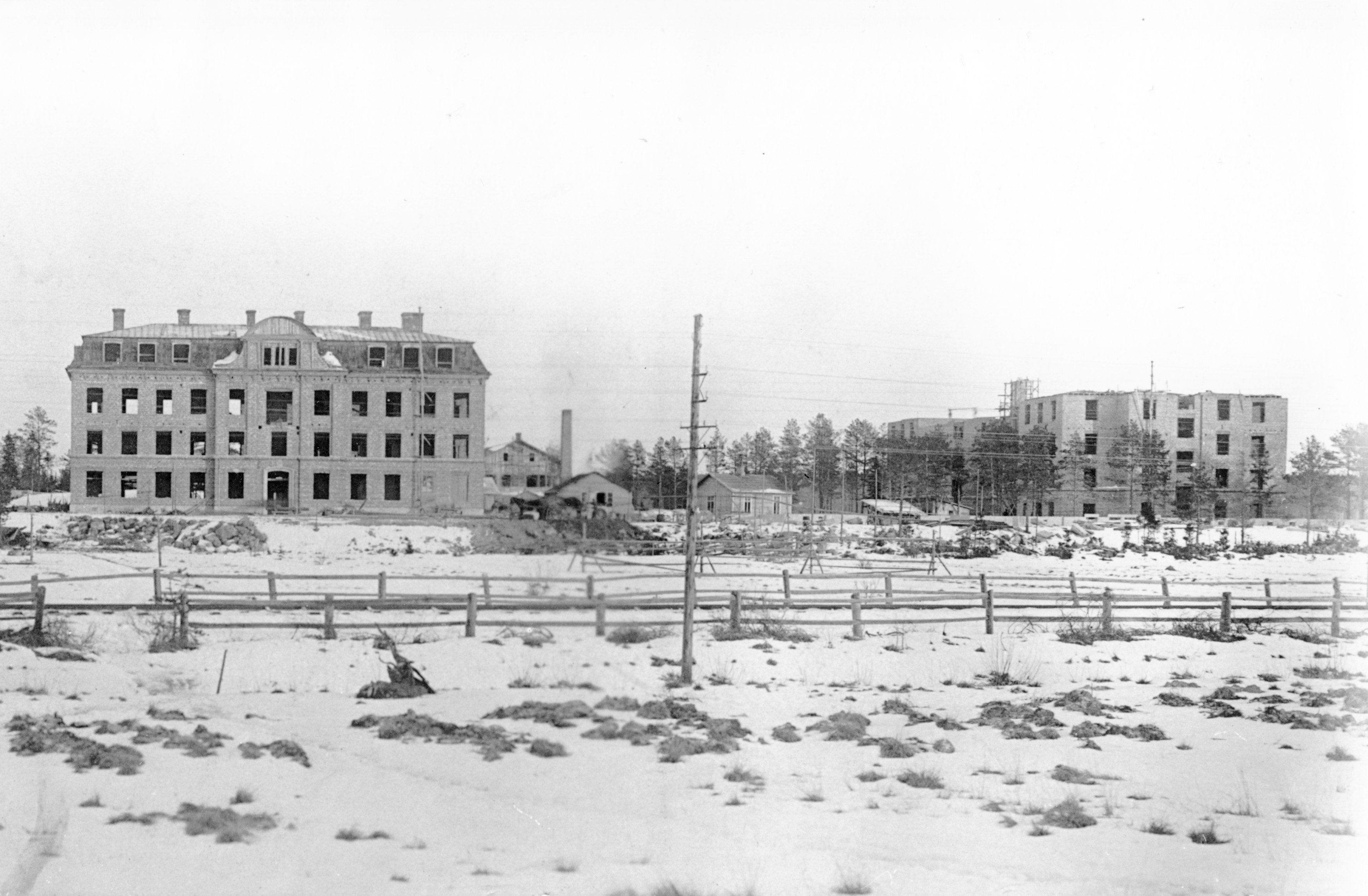
Строительство казарм Вестерботтенского полка в 1907 году.

В 2012 году муниципалитет Умео продал парк компании «Лерстен» за сумму в примерно 470 миллионов крон.